# Benimakia nodata
Benimakia nodata là một loài ốc biển, là động vật thân mềm chân bụng sống ở biển trong họ Fasciolariidae